# Acolastus wittmeri
Acolastus wittmeri es un coleóptero de la familia Chrysomelidae.
Fue descrita científicamente por primera vez en 1979 por Lopatin.